# Layu (sockenhuvudort i Kina, Tibet Autonomous Region, lat 29,15, long 91,66)
Layu (kinesiska: 拉玉, 拉玉乡) är en sockenhuvudort i Kina. Den ligger i den autonoma regionen Tibet, i den sydvästra delen av landet, omkring 76 kilometer sydost om regionhuvudstaden Lhasa. Antalet invånare är 4 450. Befolkningen består av 2 307 kvinnor och 2 143 män. Barn under 15 år utgör 21,0 %, vuxna 15-64 år 70 %, och äldre över 65 år 7,0 %.
Runt Layu är det glesbefolkat, med 17 invånare per kvadratkilometer. Närmaste större samhälle är Pozhang, 17,4 km öster om Layu. Trakten runt Layu består i huvudsak av gräsmarker.
Genomsnittlig årsnederbörd är 735 millimeter. Den regnigaste månaden är juli, med i genomsnitt 218 mm nederbörd, och den torraste är februari, med 2 mm nederbörd.